# Juan Esteban Arango
Juan Esteban Arango Carvajal (Medellín, 9 de octubre de 1986) es un ciclista profesional colombiano que actualmente corre para el equipo colombiano de categoría Continental el Medellín-Inder.

## Palmarés

### Pista
2010
- Juegos Centroamericanos y del Caribe
  -  Medalla de oro en Madison
  -  Medalla de oro en Ómnium
  -  Medalla de oro en Persecución Individual
  -  Medalla de oro en Persecución por Equipos

2011
- Juegos Panamericanos
  -  Medalla de Oro en Ómnium
  -  Medalla de Oro en Persecución por Equipos
- Copa del Mundo de ciclismo en pista de 2010-2011
  -  Medalla de Plata en Ómnium
  -  Medalla de Plata en Persecución por equipos

2013
- Juegos Bolivarianos
  -  Medalla de Oro en Persecución individual
  -  Medalla de Oro en Persecución por equipos
  -  Medalla de Oro en Prueba por puntos
  -  Medalla de Oro en Madison o Americana

2014
- Juegos Centroamericanos y del Caribe
  -  Medalla de Oro en Persecución Individual
  -  Medalla de Oro en Persecución por Equipos

2015
- Juegos Panamericanos
  -  Medalla de Oro en la Persecución por Equipos
- Campeonato Panamericano de Ciclismo en Pista
  -  Medalla de Oro en la Persecución por Equipos
  -  Medalla de Oro en Ómnium
  -  Medalla de Plata en Madison

2016
- Campeonato Panamericano de Ciclismo en Pista
  -  Medalla de Oro en la Persecución por Equipos
  -  Medalla de Oro en la Carrera por Puntos

2017
- Juegos Bolivarianos
  -  Medalla de oro en Persecución por equipos
  -  Medalla de oro en Ómnium

2018
- Juegos Suramericanos
  -  Medalla de Oro en Ómnium
- Campeonato de Colombia de Ciclismo en Pista
  -  Medalla de Plata en Persecución individual
  -   Oro en Persecución por equipos (junto con Marvin Angarita, Carlos Tobón y Brayan Sánchez)
  -   Oro en Madison o Americana (junto con Brayan Sánchez)
- Juegos Centroamericanos y del Caribe en Pista
  -  Medalla de Plata en Persecución individual
  -  Medalla de Plata en Madison (junto con Edwin Ávila)
  -  Medalla de Bronce en Persecución por equipos (junto con Edwin Ávila, Marvin Angarita y Carlos Tobón)

2019
- Torneo Internacional de Pista de Cali[1]
  -  Medalla de Oro en Madison (junto con Fernando Gaviria)
- Juegos Panamericanos
  -  Medalla de Plata en Persecución por equipos (junto con Brayan Sánchez, Jordan Parra y Marvin Angarita)
  -  Medalla de Bronce en Madison (junto con Brayan Sánchez)

### Ruta
2012
- 1 etapa de la Vuelta a México

2017
- 1 etapa del Tour de Ankara

## Equipos
- Indeportes Antioquia (2011-2012)
- Colombia (2013-2014)
- Coldeportes-Claro (2015)
- Medellín-Inder (2017)